# 佐倉市コミュニティバス
佐倉市コミュニティバス（さくらしコミュニティバス）は、千葉県佐倉市が運行するコミュニティバス。旧名称は「佐倉市循環バス」。京成バス千葉イーストとなの花交通バスへ運行を委託している。
2018年（平成30年）12月1日より「佐倉市コミュニティバス」へ改称すると同時に、「佐倉親善大使」に就任した画家の高橋真琴の華やかな少女イラストを全面にラッピングして車両デザインを一新した。

## 概要
2022年（令和4年）現在、内郷ルート、志津北側ルート、畔田・下志津ルート、南部地域ルート、飯重・寺崎ルートの5ルートが運行されている。南部地域ルートと寺崎・飯重ルートではワンボックスカー、それ以外のルートでは小型バスで運行される。

### 運行受託事業者
- ちばグリーンバス：内郷ルート[4]、畔田・下志津ルート[5]、南部地域ルート[6]、飯重・寺崎ルート[7]
- なの花交通：志津北側ルート[8]

### 佐倉市循環バス
佐倉市循環バスは、佐倉市北部の交通不便地域を運行するコミュニティバスであり、佐倉市の花である花菖蒲が描かれた専用塗装の小型バス（いすゞ・ジャーニーJ）が使われていた（ハローチェリー車両が代走することもあった）。路線は2ルートあり、いずれも1990年代まで阪東自動車印西出張所管轄の路線が撤退した地域の廃止代替バスとして運行されていた。飯野町停留所は、当時の湖畔荘終点と同じ場所である。
2013年11月30日をもって運行受託を解除し、三陽自動車へ移管されたが、2018年（平成30年）12月1日よりルートを変更の上「佐倉市コミュニティバス 内郷ルート」として再度受託した。
- 内郷地区循環ルート：佐倉市役所〜京成佐倉駅北口〜草ぶえの丘〜飯野町〜萩山〜京成佐倉駅北口〜佐倉市役所
- 佐倉市役所〜京成佐倉駅北口〜荻山〜飯野町〜草ぶえの丘〜京成佐倉駅北口〜佐倉市役所
- 京成佐倉駅北口〜草ぶえの丘〜飯野町〜萩山〜京成佐倉駅北口
- 京成佐倉駅北口〜萩山〜飯野町〜草ぶえの丘〜京成佐倉駅北口
- 飯野往復ルート：佐倉市役所〜京成佐倉駅北口〜下根〜ふるさと広場〜飯野~飯野〜下根〜京成佐倉駅北口〜佐倉市役所
- 京成佐倉駅北口〜下根〜飯野〜飯野〜下根〜京成佐倉駅北口
- 京成佐倉駅北口〜下根〜ふるさと広場〜飯野〜飯野〜下根〜京成佐倉駅北口

## 沿革
- 2003年（平成15年）12月 - 廃止代替バスとして運行開始[2]。
- 2008年（平成20年）12月
  - 「佐倉市循環バス」として運行開始、ちばグリーンバスへ運行委託[9]。
  - バスのデザインは佐倉市の花「花菖蒲」であった[2]。
- 2013年（平成25年）12月
  - 「佐倉市循環バス」の運行委託事業者を、ちばグリーンバスから三陽自動車株式会社（千葉営業所、四街道市）へ変更。三陽自動車としては初のコミュニティバス参入となる[10]。
  - バスのデザインをリニューアル、佐倉・城下町400年記念事業のイメージキャラクター「カムロちゃん」と佐倉市の風景のラッピングとする[11][12]。
- 2018年（平成30年）
  - 1月 - 「佐倉市コミュニティバス」各路線線の試験運行を開始[13]。
  - 12月1日
    - 「佐倉市循環バス」を「佐倉市コミュニティバス・内郷ルート」へ改称。
    - 運行委託事業者を、三陽自動車からちばグリーンバスへ再度変更。
    - バスのデザインを再度変更、「佐倉親善大使」に就任した佐倉市在住の画家・高橋真琴のイラストを全面ラッピングする[3]。
- 2019年（平成31年）1月16日 - 「佐倉市コミュニティバス」各路線を、試験運行から本格運行に移行[13]。
- 2021年（令和3年）7月1日 - 「佐倉市コミュニティバス」飯重・寺崎ルートの試験運行を開始[14]。

## 運賃・乗車券類
- 運賃は均一制で、大人200円、小学生100円、未就学児は無料[15]。
- ちばグリーンバスが受託するルートではPASMO・Suicaなど交通系ICカードが利用できる[15]。なの花交通が受託する志津北側ルートでは利用できない[15]。
- 2021年1月1日から運賃割引制度が変更された。変更後の内容は以下のとおり[15]。
  - 障害者手帳の提示により本人と介助者1名まで運賃半額となる[15]。
  - 後期高齢者医療被保険者証、運転経歴証明書、千葉県が発行する子育て支援パス「チーパス」提示で運賃100円となる[15]。
  - 佐倉市が発行する「運転免許自主返納割引パス」提示で運賃無料となる。期限は1年間[15]。

## 現行路線
現行路線の詳細については、佐倉市公式サイト「コミュニティバス時刻表・ルート図等」を参照。

### 内郷ルート
- （佐倉市役所） - 京成佐倉駅北口 - 岩名・飯田入口 - 内郷小学校 - 草ぶえの丘 - サンセットヒルズ - 土浮 - 萩山 - 岩名・飯田入口 - 京成佐倉駅北口 - （佐倉市役所）

→方向が右回り、←方向が左回り。
- （佐倉市役所） → 京成佐倉駅北口 → 下根 → 飯野観音 → ふるさと広場 → 飯野駐車場 → 飯野観音 → 下根 → 京成佐倉駅北口 → （佐倉市役所）

### 南部地域ルート
- 和田ふるさと館 - 上勝田 - 南酒々井駅 - 米戸 - 神門 - 大篠塚南 - 物井駅
- 和田ふるさと館 - 上勝田 - 南酒々井駅 - 米戸 - 神門
- 神門→小篠塚→大篠塚南→物井駅
- 西御門 - 弥富公民館 - 神門 - 大篠塚南 - 物井駅
- 西御門 - 弥富公民館 - 坂戸 - 内田 - 千城台駅
- 物井駅 - 大篠塚南 - 神門 - 和田ふるさと館 - 上勝田 - 南酒々井駅 - 米戸 - 神門

### 畔田・下志津ルート
- 京成臼井駅 - 王子台六丁目 - 東邦大学佐倉病院 - ユーカリが丘駅南口

### 志津北側ルート
- ユーカリが丘駅北口　→　青菅分校前　→　志津駅北口 →　ユーカリが丘駅北口
- ユーカリが丘北口→志津駅北口→青菅分校前→ユーカリが丘駅北口
  - →方向が左回り、逆は右回り。

### 飯重・寺崎ルート
- 京成臼井駅南口 - 住吉神社 - 地区センター - ＪＲ佐倉駅北口

## 過去の路線

### 南部地域ルート（2019年1月15日まで）
南部地域ルートは、市外にある各鉄道駅（千城台駅は千葉市若葉区、榎戸駅は八街市、物井駅は四街道市）から、佐倉市南部にある第三工業団地を結んでいた。2019年1月16日から経路変更された。
- 千城台駅 - 弥富公民館 - 岩富町坂下 - 第三工業団地
- 榎戸駅 - 下勝田 - 和田 - 第三工業団地
- 物井駅 - 山王二丁目 - 第三工業団地

## 車両
佐倉市循環バスの運行開始時は、白地に佐倉市の花「花菖蒲」を描いた、ちばグリーンバスのいすゞ・ジャーニーJが使用されていた。三陽自動車への移管時に、同社の日野・ポンチョ（2代目HX系）へ変更された。
ポンチョは、志津北側ルートではショートボディ、その他のルートでは基本的には2ドアロングボディを使用する。
南部地域ルート、寺崎・飯重ルートでは、ワンボックスカーの日産・NV350キャラバン（ワゴン標準ルーフ）を使用する。

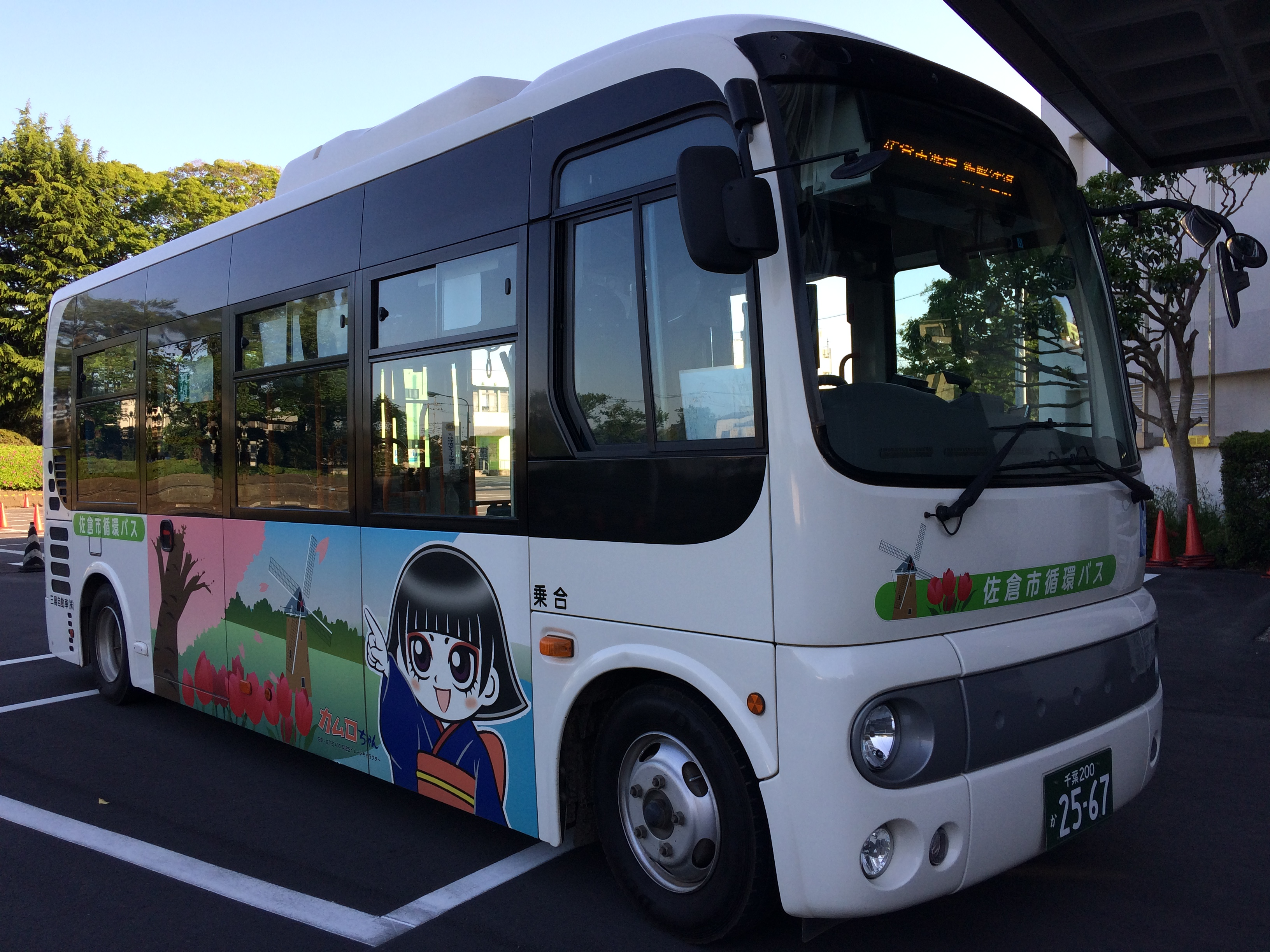
三陽自動車の車両 「カムロちゃん」ラッピング（佐倉市役所にて）
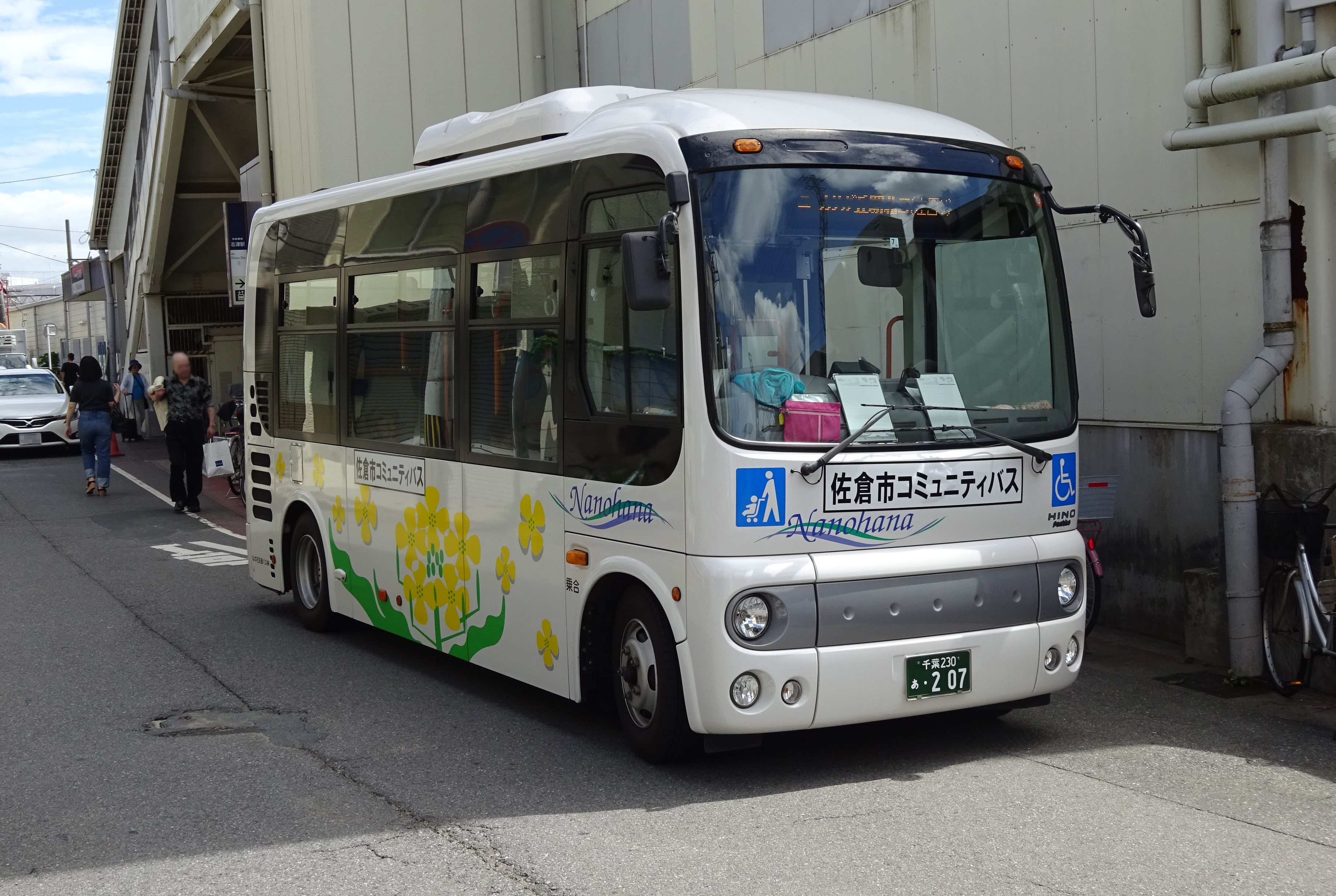
なの花交通バスの車両 同社の標準カラー（志津駅前にて）